# The Spanish Princess
The Spanish Princess é uma série limitada de drama histórico britânica-americana desenvolvida por Emma Frost e Matthew Gragam para o canal Starz. Baseada nos romances The Constant Princess (2005) e The King's Curse (2014) de Philippa Gregory, é uma continuação das minisséries The White Queen (2013) e The White Princess (2017). A série gira em torno de Catarina de Aragão (Charlotte Hope), uma princesa espanhola que se tornou a rainha consorte da Inglaterra por ser a primeira esposa do rei Henrique VIII (Ruairi O'Connor). Projetada como uma série limitada de 16 episódios, os primeiros oito episódios estrearam em 5 de maio de 2019. Em 3 de junho de 2019, o Starz encomendou os oitos episódios restantes, que estreou em 11 de outubro de 2020. O final da série foi ao ar em 29 de novembro de 2020.

## Premissa
A princesa adolescente Catarina de Aragão, filha dos governantes espanhóis Isabel I de Castela e Fernando II de Aragão, finalmente viaja para a Inglaterra, para se encontrar com seu marido por procuração, Artur, Príncipe de Gales, herdeiro aparente de Henrique VII da Inglaterra, de quem ela está prometida desde criança. Não bem-vinda por alguns, ela e sua corte diversificada, incluindo sua dama de companhia Lina, que é de ascendência moura, lutam para se adaptar aos costumes ingleses. Catarina fica horrorizada ao saber que o irmão mais novo de Artur, o arrogante Henrique, Duque de York, é o autor das correspondências românticas que ela recebeu. Quando Artur morre repentinamente, seu destino como aquela que trará a paz entre seu país e o reino inglês parece em dúvida, até que ela volta seus olhos para o príncipe Henrique, que é conhecido pelos íntimos por Harry.

## Elenco e personagens
A lista abaixo apresenta os personagens na ordem de quantidade de aparições durante a série.

### Principal
- Charlotte Hope como a princesa Catarina de Aragão que se torna a rainha consorte da Inglaterra (16 episódios)
- Ruairi O'Connor como o príncipe Henrique "Harry", Duque de York, e depois rei Henrique VIII da Inglaterra (16 episódios)
- Laura Carmichael como Margaret "Maggie" Pole, membro da corte de Henrique VII e prima da rainha Isabel de York (16 episódios)
- Stephanie Levi-John como Lina de Cardonnes, uma dama de companhia morisco de Catarina de Aragão (16 episódios)
- Aaron Cobham com Oviedo, um fabricante de besta muçulmano espanhol e um dos guardas da princesa Catarina de Aragão (16 episódios)
- Philip Cumbus como Thomas Wolsey, estadista, cardeal católico e arcebispo de York (16 episódios)
- Richard Pepper como Thomas Boleyn, Conde de Wiltshire, membro da corte de Henrique VIII (16 episódios)
- Jordan Renzo como Charles "Charlie" Brandon, Duque de Suffolk, amigo de Harry e depois marido da rainha viúva Maria Tudor da França (15 episódios)
- Olly Rix como Edward Stafford, membro da corte de Henrique VIII e duque de Buckingham (15 episódios)
- Georgie Henley como a princesa Margarida "Meg" Tudor, mais tarde se torna a rainha regente da Escócia (13 episódios)
- Nadia Parkes como Rosa de Vargas, uma dama de companhia de  Catarina de Aragão (9 episódios)
- Sai Bennett como a princesa Maria Tudor, mais tarde se torna a rainha consorte da França (8 episódios)
  - Isla Merrick-Lawless como a jovem princesa Maria (recorrente, 7 episódios)
- Andrew Buchan como Thomas More, diplomata e Lord Chancellor de Henrique VIII (8 episódios)
- Elliot Cowan como o rei Henrique VII da Inglaterra, primeiro monarca da Casa de Tudor (8 episódios)
- Harriet Walter como Margaret Beaufort, a mãe do rei Henrique VII (8 episódios)
- Alicia Borrachero como a rainha Isabel I de Castela, mãe de Catarina de Aragão (7 episódios)
- Chloe Harris como Elizabeth "Bessie" Blount, dama de companhia de Catarina e depois uma amante de Henrique VIII (7 episódios)
- Daniel Cerqueira como De Fuensalida, o embaixador da Espanha na Inglaterra (6 episódios)
- Alan McKenna como Richard Pole, membro da corte de Henrique VII e marido de Maggie (5 episódios)
- Gordon Kennedy como John Stewart, Duque de Albany, um lorde consorte da Escócia (5 episódios)
- Alba Galocha como a rainha Joana de Castela, irmã de Catarina de Aragão (3 episódios)
- Peter Egan como general Thomas Howard (3 episódios)
- Alexandra Moen como Isabel de York, a rainha consorte da Inglaterra, esposa de Henrique VII (3 episódios)
- Angus Imrie como Artur, Príncipe de Gales, herdeiro presuntivo de Henrique VII e irmão de Harry (2 episódios)
- Ray Stevenson como o rei Jaime IV da Escócia, marido de Meg Tudor (2 episódios)
- Antonio de la Torre como o rei Fernando II de Aragão, pai de Catarina de Aragão (1 episódio)

### Recorrente
- Alice Nokes como Anne Boleyn (6 episódios)
- Bessie Coates como Mary Boleyn (6 episódios)
- Moe Idris como Negasi (6 episódios)
- Mark Rowley como Alexander Stewart (5 episódios)
- Mamadou Doumbia como John Blanke (5 episódios)
- Morgan Jones como Edmund Dudley (5 episódios)
- Luke Mullins como William Compton (5 episódios)
- Milo Callaghan como Henry Stafford (5 episódios)
- Nick Barber como Edmund de la Pole (4 episódios)
- Mimi De Winton (parte 1, 4 episódios) e Amelia Gething (parte 2, 7 episódios) como Ursula Pole
- Arthur Bateman (parte 1, 4 episódios) e Clark Butler (parte 2, 3 episódios) como Reggie Pole
- Matt Carr (parte 1, 4 episódios) e Theo Anciente (parte 2, 5 episódios) como Henry Pole
- Andrew Rothney como Angus Douglas (4 episódios)
- Brian Ferguson como Gavin Douglas (4 episódios)
- Jamie Michie como Hume (3 episódios)
- Christopher Craig como o rei Luís XII de França (3 episódios)
- Thoren Ferguson como Henry Stewart (4 episódios)
- Billie Gadson como a princesa Maria (3 episódios)
- Lewis Russel como o príncipe Jamie (3 episódios)

### Convidados
- Patrick Gibson como Ricardo de Shrewsbury (2 episódio)
- Luka Peroš como Cristóvão Colombo (2 episódios)
- Philip McGinley como George Nevill (2 episódios)
- Sam John como Carlos da Borgonha, mais tarde Carlos do Sacro Império Romano-Gemânico (2 episódios)
- Ian Pirie como George Douglas (2 episódios)
- Jimmy Walker como John Lincoln (2 episódio)
- Norman Bowman como William Dunbar (1 episódio)
- Philip Andrew como o vice-rei Filipe I de Castela (1 episódio)
- Kenneth Cranham como John Morton (1 episódio)
- Tessa Bonham Jones como Anne Hastings (1 episódio)
- Molly Vevers como Jane Stwart (1 episódio)
- Paul Forman como o rei Francisco I de França (1 episódio)
- Nathanael Jones como Henry FitzRoy (1 episódio)

## Episódios
| Parte 1 |                                                    |                    |                                |                        |       |
| 1 | "The New World" "O Novo Mundo"                     | Birgitte Stærmose  | Emma Frost & Matthew Graham    | 5 de maio de 2019      | 0.393 |
| Outubro – Novembro de 1501. A Princesa Catarina de Aragão chega à Inglaterra. Catarina fica desapontada ao conhecer Artur, Príncipe de Gales por ele não ser tão romântico pessoalmente quanto era em suas cartas. Mais tarde, ela descobre que foi o irmão mais novo de Artur, Harry, que trocou cartas com ela. A Rainha Isabel, mãe de Artur e Harry, diz a Catarina que o irmão de sua prima, Maggie Pole, foi decapitado porque a mãe de Catarina, a Rainha Isabel de Castela, só prometeria a mão de Catarina em casamento se não houvesse outros pretendentes ao trono da Inglaterra. Enquanto Harry leva Catarina ao altar no dia de seu casamento, ele admite que inicialmente trocou cartas com ela para machucar Artur, mas depois descobriu que as cartas dela o excitavam. |                                                    |                    |                                |                        |       |
| 2 | "Fever Dream" "Sonho Febril"                       | Birgitte Stærmose  | Matthew Graham                 | 12 de maio de 2019     | 0.398 |
| Novembro de 1501 – Abril de 1502. Após o casamento, Artur e Catarina ficam na residência real de seu pai, o Rei Henrique VII, por um curto período de tempo. A irmã de Artur e Harry, Meg, descobre que Henrique VII ofereceu sua mão em casamento ao Rei Jaime IV da Escócia para formar outra aliança para a Inglaterra. Catarina implora o perdão de Maggie Pole por ser a razão pela qual o irmão dela foi assassinado. Artur e Catarina partem para o Castelo de Ludlow, para assumir sua própria residência e se aproximar à medida que aprendem mais um sobre o outro. Maggie Pole e sua família os acompanham. Artur fica gravemente doente. Henrique e Isabel viajam para Ludlow, mas chegam tarde demais. Henrique informa a Catarina que ela retornará a Londres e ficará no palácio real até saber se ela está grávida. |                                                    |                    |                                |                        |       |
| 3 | "An Audacious Plan" "Um Plano Audacioso"           | Daina Reid         | Helen Childress                | 19 de maio de 2019     | 0.456 |
| Abril de 1502 – Fevereiro de 1503. Catarina descobre que sua mãe, Isabel, está organizando outro casamento como aliança. Catarina esconde sua verdadeira condição para passar um tempo na Inglaterra, o que resolveria muitos problemas para ela, sua empregada, Lina, e seu guarda, Oviedo. Catarina diz a Lina, e mais tarde a Harry, que seu casamento com Artur nunca foi consumado. Harry propõe e pede a Henrique que solicite uma dispensa papal para que ele e Catarina possam se casar. A mãe de Harry, Isabel, entra em trabalho de parto. Após o parto difícil, ela tem uma visão de que a linhagem Tudor terminará se Harry e Catarina se casarem e implora a Henrique que impeça o casamento. Enquanto Catarina escreve para sua mãe, Isabel, pedindo sua bênção para se casar com Harry, sinos de luto tocam pela rainha Isabel de York. |                                                    |                    |                                |                        |       |
| 4 | "The Battle for Harry" "A Batalha por Harry"       | Daina Reid         | Nicki Renna                    | 26 de maio de 2019     | 0.500 |
| Março de 1503. Edmund de la Pole, o principal pretendente yorkista ao trono e primo da falecida rainha e de Maggie Pole, está planejando derrubar Henrique. Henrique diz a sua mãe Margaret que Harry quer se casar com Catarina. Ela confronta Catarina sobre sua suposta virgindade e a ordena que saia do palácio. Margaret bane Maggie da corte quando Maggie afirma que Catarina pode estar dizendo a verdade. Henrique descobre que Maximiliano I está protegendo Edmund de la Pole. Henrique deixa sua dor de lado para se despedir de Meg enquanto ela parte para a Escócia para se casar. Ele organiza uma festa para celebrar o futuro e convida Catarina. Henrique faz um anúncio que indiretamente cumpre o último desejo da falecida rainha: um casamento real entre ele e Catarina. |                                                    |                    |                                |                        |       |
| 5 | "Heart Versus Duty" "Coração versus Dever"         | Lisa Clarke        | Andrea Thornton Bolden         | 2 de junho de 2019     | 0.546 |
| Agosto de 1503 – Dezembro de 1505. Catarina está dividida entre seu dever de se casar com Henrique e seu desejo de se casar com Harry. Meg chega à Escócia e é agradavelmente surpreendida pelo seu noivo. Harry diz a Margaret, e mais tarde a Catarina, que se Catarina quiser se casar com ele em vez de Henrique, ele lutará por ela. Catarina teme seu destino caso ela rejeite Henrique e esmague seu orgulho, mas decide seguir seu coração. Ela convence Henrique de que a aliança com a Espanha será enfraquecida quando Harry se tornar rei se ela for a viúva de Henrique em vez da esposa de Harry. Henrique retira suas intenções, mas lembra Catarina e Harry que eles só podem se casar se o Papa conceder uma dispensa e se a Espanha pagar o restante do dote de Catarina. O marido de Maggie morre inesperadamente. |                                                    |                    |                                |                        |       |
| 6 | "A Polite Kidnapping" "Um Sequestro Polido"        | Lisa Clarke        | Emma Frost                     | 9 de junho de 2019     | 0.493 |
| Janeiro – Abril de 1506. Catarina descobre que sua mãe morreu, sua irmã Joana é a nova rainha de Castela e seu pai não vai pagar seu dote. Joana e seu marido, Filipe, estão presos na Inglaterra. Henrique, esperando que o pai de Filipe, Maximiliano I, entregue Edmund de la Pole, secretamente atrasa os reparos em seu navio. Maggie está desamparada devido a morte de seu marido. Para extrair uma confissão forçada sobre a virgindade de Catarina, Margaret oferece ajuda a Maggie, que ela recusa. Em troca de seu dote, Catarina diz a Joana como ela pode escapar da Inglaterra: Joana persuadirá Maximiliano a entregar De la Pole a Henrique ou perder o comércio com Castela, se Henrique fizer um juramento de poupar a vida de De la Pole. Ao invés de pagar o dote de Catarina, Joana forma uma nova aliança com a Inglaterra por sugestão de Margaret: o filho de Joana, Carlos, para a irmã mais nova de Harry, Maria. |                                                    |                    |                                |                        |       |
| 7 | "All is Lost" "Tudo Está Perdido"                  | Stephen Woolfenden | Helen Childress                | 16 de junho de 2019    | 0.509 |
| Setembro de 1506 – 1508. Catarina descobre que haverá um casamento duplo na Espanha: Maria com seu sobrinho, o Rei Carlos, e Harry, com sua sobrinha Eleanor. Oviedo pede Lina em casamento e diz que está trabalhando para Margaret. Harry está dividido entre seu dever de se casar com Eleanor e seu desejo de se casar com Catarina. Maggie procura abrigo com Catarina e Lina. O pai de Catarina, o Rei Fernando, escreve que o marido de Joana morreu e Joana não está apta a governar Castela. Fernando é agora guardião dos filhos de Joana e regente de Castela. Ele faz Catarina, a embaixadora aragonesa na Inglaterra e promete seu dote. O novo status de Catarina permite que ela e Lina voltem para o palácio. Oviedo fornece a Margaret os nomes dos conspiradores de De la Pole, que agora incluem Maggie e seu filho mais velho. Mais tarde, ele protege o filho de Maggie durante um ataque. |                                                    |                    |                                |                        |       |
| 8 | "Destiny" "Destino"                                | Stephen Woolfenden | Emma Frost & Matthew Graham    | 23 de junho de 2019    | 0.528 |
| Abril de 1509 – Junho de 1509. Henrique VII de InglaterraHenrique VII morre. O novo rei Harry reafirma seu desejo de se casar com Catarina. Margaret acusa Edmund Dudley de traição por suas próprias atividades ilegais e ele é decapitado. Harry perdoa Maggie e seus filhos e eles retornam para a corte. Margaret extrai uma confissão forçada de Lina sobre a virgindade de Catarina acusando Oviedo de roubo e exigindo seu enforcamento. Lina e Oviedo se casam antes de seu enforcamento. Harry e Catarina chegam a tempo de salvar a vida de Oviedo. Harry descobre que o Papa concedeu uma dispensa em algum momento antes da morte de Henrique. Margaret acaba morrendo também. No dia de seu segundo casamento, Catarina recebe uma carta de Fernando informando que Harry dormiu com Joana. Harry nega, e Catarina novamente nega que ela tenha dormido com Arthur. |                                                    |                    |                                |                        |       |
| Parte 2 |                                                    |                    |                                |                        |       |
| 9 | "Camelot"                                          | Chanya Button      | Emma Frost & Matthew Graham    | 11 de outubro de 2020  | 0.252 |
| Primavera e verão de 1511. O pai de Catarina, Fernando, vem à Inglaterra para fazer uma aliança contra a França. Edward Stafford se machuca em uma justa, perdendo o olho direito. Lina concebe o filho de Oviedo. Oviedo, o General Howard e Stafford levam um exército para um ponto de encontro pré-estabelecido na Espanha, apenas para serem traídos por Fernando, que usa os ingleses como distração para tomar o Reino de Navarra para si. O Príncipe Henrique, filho de seis meses de Catarina e Harry, morre, enquanto Catarina suplica a Deus que perdoe sua vaidade. Furiosa com a Espanha e com o coração partido pela perda de seu filho, Catarina recebe uma carta de regozijo de seu pai e reafirma ao povo inglês que ela é primeiro inglesa e dará outro filho à Inglaterra. Ela afirma a Harry que eles invadirão a França sem a ajuda da Espanha. |                                                    |                    |                                |                        |       |
| 10 | "Flodden"                                          | Chanya Button      | Simon Tyrrell & Matthew Graham | 18 de outubro de 2020  | 0.173 |
| Por volta de 1511 - Outubro de 1513. Harry parte para a França com um exército e deixa Catarina como regente da Inglaterra. O Rei Jaime IV decide invadir a Inglaterra na ausência de Harry para honrar um antigo tratado entre a Escócia e França. Catarina planeja as defesas contra a invasão e nomeia Thomas Howard como comandante das tropas inglesas contra os escoceses. Durante a Batalha de Flodden, os escoceses superam significativamente os ingleses, mas os ingleses conseguem derrotar seus invasores sob a forte liderança de Catarina, que mesmo grávida, luta na batalha. O Rei Jaime IV acaba sendo morto para o sofrimento de Meg e Catarina leva o elmo dele como símbolo de vitória. Harry regressa da França vitorioso também e Catarina está ansiosa para levá-lo para sua cama, mas ele a rejeita por conselho do ardiloso Thomas Wolsey. Catarina acaba sofrendo um aborto espontâneo de seu segundo filho. |                                                    |                    |                                |                        |       |
| 11 | "Grief" "Luto"                                     | Chanya Button      | Rita Kalnejais                 | 25 de outubro de 2020  | 0.180 |
| 1513 – 1514. Harry se torna mais influenciável por Thomas Wolsey que sugere um casamento entre a princesa Maria Tudor com o rei francês Luís XII ao invés de Carlos V. Harry nomeia Wosley como Arcebisbo de York para o desgosto de Edward Stafford e Catarina. A princesa Maria se recusa a se casar com Luís XII, mas após uma conversa com Catarina, aceita o casamento com a condição de que ela irá se casar com quem quiser, quando Luís morrer, o que Harry aceita. Maggie pede a Harry sua terra e títulos de volta e ele estipula que ela terá que se casar com seu amigo William Compton, a quem Maggie não tem muito interesse. Após a morte de Jaime IV, Meg se torna rainha regente da Escócia até que seu filho Jaime tenta maioridade. Os lordes escoceses não estão felizes em ter uma mulher inglesa no poder, mas ela luta para ser uma boa rainha para seu povo, buscando conselhos através de cartas de Catarina e de Archibald Douglas, o Conde de Angus. |                                                    |                    |                                |                        |       |
| 12 | "The Other Woman" "A Outra Mulher"                 | Lisa Clarke        | Kate Verghese & Emma Frost     | 1 de novembro de 2020  | 0.233 |
| 1515 – Fevereiro de 1516. Rumores sobre um possível caso extraconjugal de Harry com Anne Hastings, irmã de Edward Stafford, começam a rondar a corte para o desagrado de Catarina, agora grávida mais uma vez. Diante dessa situação, Maggie elabora um plano para ajudar ela e Catarina, sugerindo a Anne que William Compton, pretendente arranjando por Harry a Maggie, estava realmente interessado na jovem, acabando com os rumores de que Anne tinha visitado o rei em seus aposentos, fazendo parecer ter sido William nos aposentos. Os lordes escoceses ficam furiosos ao saberem que a rainha Meg se casou secretamente com o Conde de Angus, fazendo este último fugir e levar os filhos da rainha. Assim que Thomas Howard vem em socorro de Meg, ele a aconselha a voltar para a Inglaterra. Meg volta para Londres, exigindo ajuda de seu irmão e Catarina e desaprova a influência de Wolsey sob o rei inglês. Catarina dá à luz a princesa Maria, mas a criança não traz alegria a Catarina, pois Harry se recusa a vir visitá-la e lhe trai com Bessie Blount.                                                                                |                                                    |                    |                                |                        |       |
| 13 | "Plage" "Praga"                                    | Lisa Clarke        | Kate Verghese & Emma Frost     | 8 de novembro de 2020  | 0.221 |
| 1517 – Junho de 1519. Quando um surto de praga começa a se alastrar por Londres, Harry e sua corte se isolam em Hampton Court, residência de Thomas Wolsey. O rei nomeia Wosley como cardeal e Wolsey começa a controlar a política interna e externa, além de sempre tentar diminuir a influência de Catarina. Meg retorna para Escócia e é autorizada a ver seus filhos por Lord Albany, o novo regente. Meg expulsa o Conde de Angus de seu castelo após descobrir que ele estava lhe traindo com Jean Stewart, filha bastarda de seu falecido marido. O marido da Rainha Maria, o Rei Luís XII, morre. Maria espera que Harry mantenha sua promessa de que ela poderá se casar com um homem de sua escolha, mas o rei inglês já está tramando com Wolsey sobre qual duque francês irá se casar com ela. Então, Catarina escreve para Maria, avisando-a para fazer suas próprias escolhas. Maria então se casa com Charles Brandon, amigo de Harry, deixando este último furioso. Bessie Blount dá à luz um filho bastardo e saudável de Harry. Diante dessa situação, Catarina deve suportar seu desgosto enquanto Harry celebra o nascimento de seu filho. |                                                    |                    |                                |                        |       |
| 14 | "Field of Cloth of Gold" "O Campo do Pano de Ouro" | Lisa Clarke        | Kelly Jones                    | 15 de novembro de 2020 | 0.234 |
| Junho de 1520. Catarina e Harry viajam para a França para o extravagante Campo do Pano de Ouro, onde é a intenção de Harry noivar sua filha Maria ao Delfim da França. Mas as tensões com a França e a presença de Carlos V fazem com que Harry questione suas escolhas. Especialmente quando Carlos lembra a Harry o quanto Wolsey está ultrapassando seus limites. Catarina tem a chance de se reunir com sua velha dama de companhia Rosa, que agora é uma mãe feliz de três filhos. Rosa ajuda Catarina a ganhar perspectiva, lembrando-a de encontrar felicidade no que ela tem em vez de tristeza em anseio por coisas que ela não tem. Rosa e Stafford também compartilham uma breve interação. Enquanto isso, em Londres, a agitação civil e a xenofobia provocam violência em resposta a problemas econômicos. Lina teme pela vida dela e de Oviedo, mas eles buscam refúgio com Bessie. |                                                    |                    |                                |                        |       |
| 15 | "Faith" "Fé"                                       | Rebecca Gatward    | Simon Tyrrell & Matthew Graham | 22 de novembro de 2020 | 0.290 |
| 1521. Tentando preservar a fé católica na Inglaterra, Catarina acaba se aliando a Wolsey para ir atrás de hereges no reino. Os dois têm especial prazer em reunir textos pró-protestantes e queimá-los. Isso perturba Lina e Oviedo, já que são muçulmanos e já testemunharam os horrores da intolerância religiosa com a Inquisição Espanhola. Catarina luta para manter a fé de Harry nela, lutando ainda com o segredo de sua grande mentira. Ela perde mais um filho, aumentando o seu desgosto. Maggie descobre uma verdade horrível sobre Thomas More, um homem pelo qual ela admirava, e permanentemente se afasta dele. Enquanto isso, Meg continua a testar os limites da fé, pressionando Harry cada vez mais para apoiar sua busca por uma anulação de seu casamento com o Conde de Angus para ela obter sua herança. Harry, por sua vez, acaba se tornando mais cego pela influência de Wolsey e condena a prisão de seu amigo querido Edward Stafford. Stafford, um inimigo político de Wolsey, é enviado para a Torre de Londres sob acusações de traição e eventualmente executado apesar dos apelos de Catarina por sua vida.                   |                                                    |                    |                                |                        |       |
| 16 | "Peace" "Paz"                                      | Rebecca Gatward    | Emma Frost & Matthew Graham    | 29 de novembro de 2020 | 0.315 |
| 1521 - 1525. O rei Henrique VIII convida Bessie e seu filho, Henry, para vir morar com ele na corte. Em seguida, ele apresenta Henry à corte, nomeando a criança Duque de Somerset e Richmond, bem como concedendo-lhe vários outros títulos. Catarina fica irritada já que o rei privilegia mais o menino do que a filha deles, Maria. Meg orquestra um golpe para colocar seu filho no trono e recuperar seu próprio poder político na Escócia. Lina e Oviedo, decidem viajar para o Império Otomano a convite de Rosa, a fim de construir uma nova vida. Para ter suas terras e títulos de volta, Maggie decide contar o segredo de Catarina para o rei: Catarina já havia se deitado com Artur. Com isso, Harry decide se separar de Catarina e inicia um caso com a jovem Anne Boleyn, deixando Catarina solitária com a princesa Maria para viver na Inglaterra. |                                                    |                    |                                |                        |       |

## Produção

### Desenvolvimento
Em 15 de março de 2018, foi anunciado que a Starz deu sinal verde para a produção. Emma Frost e Matthew Graham foram escolhidos para servir como showrunners, além de serem produtores executivos ao lado de Colin Callender, Scot Huff, Charlie Pattinson e Charlie Hampton. Esperava-se que as produtoras All3 Media's New Pictures and Playground estivessem envolvidas.
Em 17 de maio de 2018, foi relatado que os dois primeiros episódios seriam dirigidos por Birgitte Stærmose e que a maioria dos episódios da série seriam dirigidos por mulheres.
Em 3 de junho de 2019, a Starz anunciou que a série voltaria para mais oito episódios e que Graham e Frost "sempre panejaram que The Spanish Princess abrangesse 16 episódios, mas eles escreveram um ponto de parada natural após os primeiros oito episódios". A segunda parte seria transmitida em 2020, com as estrelas Charlotte Hope e Ruairi O'Connor retornando ao show como Catarina e Henrique VIII, "junto com outro elenco importante". Foi confirmado em 9 de junho de 2019, pela showrunner Emma Frost, que Georgie Henley e Olly Rix, que interpretam Meg Tudor e Edward Stafford, retornariam nos próximos oito episódios e que o papel de Meg seria "enorme nos últimos oito" e que "estamos totalmente dentro da história, estamos na Escócia, somos uma espécie de Spanish Princess com Outlander" e que Stafford conseguiria alguma "redenção". O agente de Richard Pepper confirmou, em 8 de maio de 2020, que ele voltaria como Thomas Boleyn, Conde de Wiltshire. O retorno de Jordan Renzo como Charles Brandon foi confirmado pelo teaser trailer da segunda parte em 7 de maio de 2020 e o retorno de Laura Carmichael foi configurmado em uma entrevista feita por Emma Frost e Matthew Graham; a mesma entrevista confirmou que a segunda parte "iria se mudar da França para a Inglaterra e para a Escócia muito mais e contaria três histórias interconectadas".

### Elenco
Juntamente com o anúncio de direção, foi confirmado que  Charlotte Hope, Stephanie Levi-John, Angus Imrie, Harriet Walter, Laura Carmichael, Ruairi O'Connor, Georgie Henley, Elliot Cowan, Alexandra Moen, Philip Cumbus, Nadia Parkes, Aaron Cobham, Alan McKenna, Richard Pepper, Olly Rix, Jordan Renzo, Daniel Cerqueira, e Alicia Borrachero haviam sido escalados para a série.

### Filmagens
A fotografia principal da série começou em 15 de maio de 2018, na Catedral de Wells em Wells, Somerset.
A fotografia principal da parte dois começou em 26 de setembro de 2019 e terminou em 11 de março de 2020, um dia antes do lockdown devido ao COVID-19. Algumas filmagens aconteceram em Mendip Hills, que dobrou para Batalha de Flodden.[carece de fontes?]

## Lançamento
Em 20 de dezembro de 2018, uma imagem estática de "primeira aparência" da série foi lançada. Em 25 de janeiro de 2019, um teaser trailer da série foi lançado.
Em 7 de março de 2019, a série foi concedida a 5 de maio de 2019, data de estreia. Em 10 de setembro de 2020, o trailer da parte dois foi lançado; a parcela de oito episódios estreou em 11 de outubro de 2020.

## Recepção

### Resposta crítica
A série recebeu críticas mistas a positivas nos Estados Unidos. No site agregador de críticas Rotten Tomatoes, primeira parte da série tem um índice de aprovação de 75% com base em 12 comentários, com uma classificação média de 7,13/10. O consenso crítico do site diz: "The Spanish Princess combina melodrama com sabão com cenários históricos lindamente renderizados para pintar um retrato redondo - se ainda não totalmente realizado - de uma rainha muitas vezes esquecida." Metacritic, que usa uma média ponderada, atribuiu uma pontuação de 73 de 100 com base em seis críticos, indicando "avaliações geralmente favoráveis".
Na Espanha, a série causou curiosidade ao ser lançada, mas depois recebeu uma combinação de duras críticas e cansada indiferença. Foi acusado de "imprecisão histórica selvagem" e foi descrito por vários meios de comunicação como "insultuoso", "ofensivo", e "tão cheio de estereótipos como tristemente esperado". O jornal ABC escreveu que "inventa e humilha a históra [de Catherine]". O jornal 20minutos e o guia de TV eldiario.es chama de "um dos piores programas sobre a história da Espanha."